# Schiffdorf
Schiffdorf er en by i Landkreis Cuxhaven i den tyske delstat Niedersachsen beliggende øst for
Kommunen består ud over byen Schiffdorf af otte småbyer: Den største er Spaden ved den nordøstlige ende af Bremerhaven. Derudover er der landsbyerne Bramel, Laven, Wehden, Sellstedt, Wehdel, Altluneberg og Geestenseth.

## Trafik
Kommunen ligger ved motorvej A 27 øst og nordøst for Bremerhaven. Endvidere er der stoppesteder for jernbanen Bremerhaven – Bremervörde - Harsefeld - Buxtehude i Sellstedt, Wehdel und Geestenseth 